# استیون ئی. هریس
استیون ئی. هریس (انگلیسی: Stephen E. Harris؛ زاده ۲۹ نوامبر ۱۹۳۶) فیزیک‌دان اهل ایالات متحده آمریکا است.